# Unforgettable (serie de televisión)
Unforgettable (Imborrable en España e Inolvidable en Latinoamérica) es una serie de televisión estadounidense que antes llevaba el nombre de The Rememberer (El recuerdo en España y Recuérdame en Latinoamérica). Es un drama policiaco de la cadena CBS, protagonizada por Poppy Montgomery y  Dylan Walsh. La serie se estrenó el 20 de septiembre de 2011. El 13 de mayo de 2012, la CBS confirmó la cancelación de la serie debido a la llegada de nuevos proyectos. Desde ese momento las cadenas TNT y Lifetime mostraron interés en hacerse con los derechos de la serie para continuar con ella. Sin embargo el 29 de junio de 2012, la CBS renovó Imborrable para una segunda temporada que se emitió en el verano de 2013. La CBS volvió a cancelar la serie el 10 de octubre de 2014. Pero A&E resucitó Unforgettable por segunda vez que va a hacer una cuarta temporada. y en febrero de 2016 A&E canceló la serie siendo esta la tercera vez que cancelan Unforgettable

## Sinopsis
La serie relata la vida de Carrie Wells (Poppy Montgomery), una expolicía y detective que cuenta con una extraña habilidad. Carrie padece el síndrome hipermnésico, es decir, memoria autobiográfica superior, que le permite recordar al detalle todos los acontecimientos que ha experimentado personalmente. En EE.UU, sólo existen seis casos iguales como el de Wells, personas que logran retener en su cerebro cada conversación, cada momento de alegría y de tristeza, por los que han transitado en su vida, además de tener registrados detalles triviales, como el clima de un día cualquiera, elegido al azar. Sólo hay una cosa que se le ha escapado: los detalles del asesinato de su hermana, ocurrido hace mucho. Carrie lo ha intentado todo para dejar esa tragedia en el pasado cuando se reencuentra con su antiguo novio y compañero, el también policía de Nueva York, Al Burns (Dylan Walsh), él está consultando un caso de homicidio.
El equipo de Burns incluye al detective Mike Costello (Michael Gaston), la mano derecha de Al, Rose Saunders (Kevin Rankin), el miembro más joven de la cuadrilla, y la inteligente Nina Inara (Daya Vaidya).
Tras haber tenido un parón obligado, a Carrie le sienta de maravilla la vuelta a su antiguo trabajo. Aunque siente todavía atracción por Al, decide unirse al grupo de forma permanente, como experta en solucionar asesinatos sin resolver. Allí, su mayor reto será el caso de su hermana, en el que lo único que necesita es recordar.

## Reparto
| Actor / Actriz   | Personaje         | Comentario |
| ---------------- | ----------------- | --- |
| Poppy Montgomery | Carrie Wells      | Es la protagonista de la historia, una detective que busca resolver la muerte de su hermana y que hará hasta lo imposible para dar con el asesino. |
| Dylan Walsh      | Teniente Al Burns | Expareja de Carrie de cuando trabajaba en el Departamento de Policía de Siracusa. Deciden trabajar juntos para resolver casos                      |
| Kevin Rankin     | Roe Sanders       | Compañero de trabajo de Al. |
| Michael Gaston   | Mike Costello     | Compañero de trabajo de Al. |
| Daya Vaidya      | Nina Inara        | Compañera de trabajo de Al. |

## Episodios
| Temporada | Temporada | Episodios | Episodios | Emisión original         | Emisión original         | Emisión original | Puesto | Audiencia promedio (millones) |
| Temporada | Temporada | Episodios | Episodios | Primera emisión          | Última emisión           | Cadena           | Puesto | Audiencia promedio (millones) |
| --------- | --------- | --------- | --------- | ------------------------ | ------------------------ | ---------------- | ------ | ----------------------------- |
|           | 1         | 22        | 22        | 20 de septiembre de 2011 | 8 de mayo de 2012        | CBS              | 24     | 12,10                         |
|           | 2         | 13        | 13        | 28 de julio de 2013      | 9 de mayo de 2014        | CBS              | 36     | 9,05                          |
|           | 3         | 13        | 13        | 29 de junio de 2014      | 14 de septiembre de 2014 | CBS              | —      | —                             |
|           | 4         | 13        | 13        | 27 de noviembre de 2015  | 22 de enero de 2016      | A&E              | —      | —                             |

## Producción
El programa de una hora de duración, que se basa del corto "El que recuerda", fue creada por Ed Redlich y John Bellucci y coproducido con Carl Beverly y Timberman Sarah para CBS, donde hizo su debut el 20 de septiembre de 2011. El la serie es una coproducción de CBS Televisión Studios y Sony Pictures Televisión. El 25 de octubre de 2011, CBS levantó la serie para una primera temporada completa de 22 episodios.
Sirviendo como consultor en la serie la actriz Marilu Henner, que como en la serie la protagonista, Carrie Wells, posee hyperthymesia en la vida real. Ella tenía un punto de la huésped en el episodio "Pájaro de Oro", como la tía de Wells, que sufre de síntomas similares a la de la madre de Wells es de aparición temprana la enfermedad de Alzheimer.